# De Pauselijke Zoeaaf

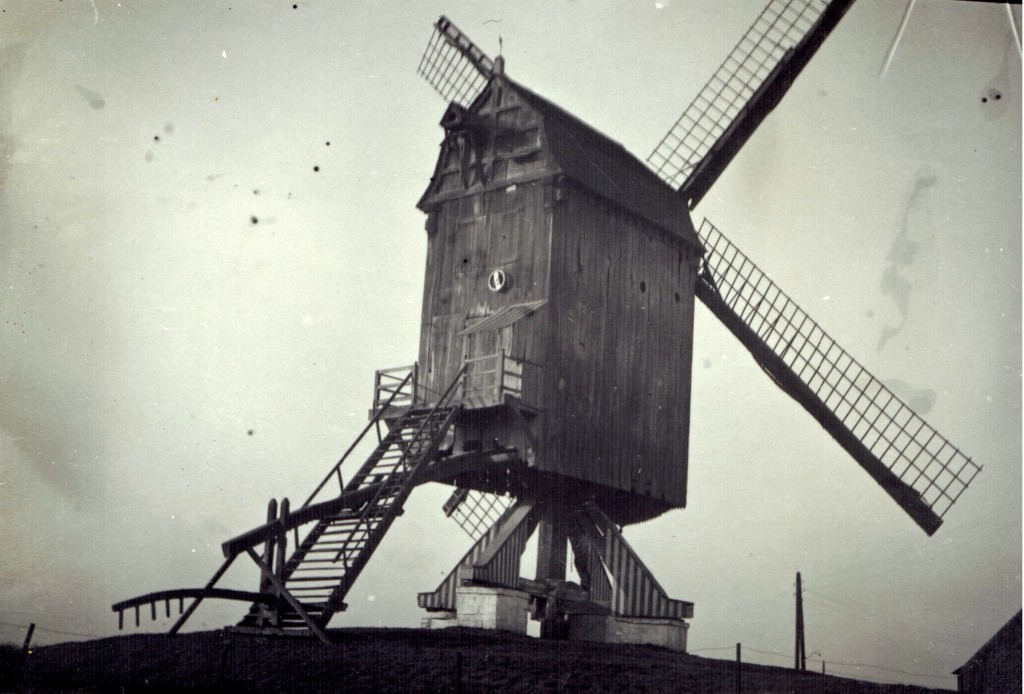
De molen in 1930

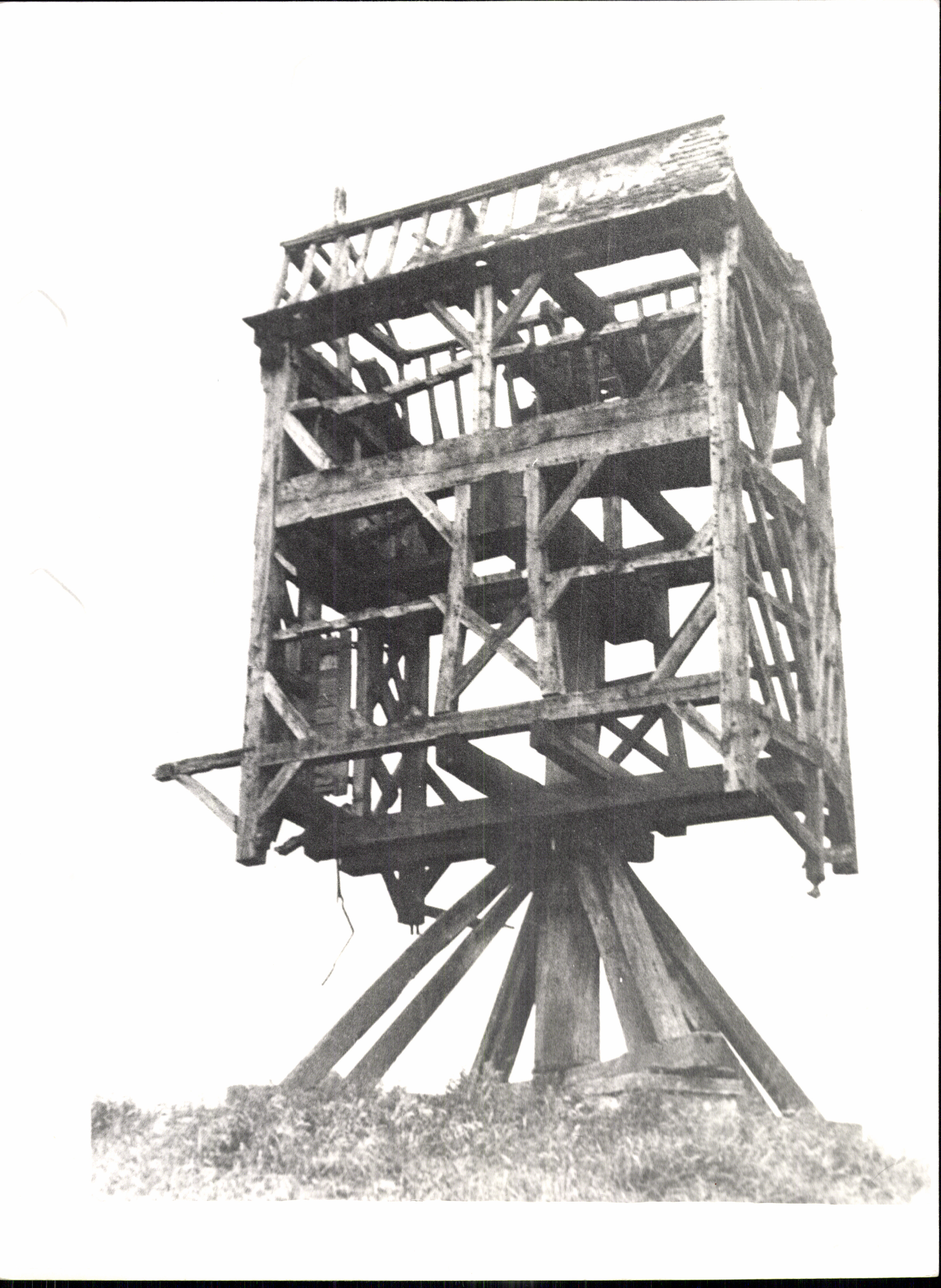
Geraamte van de molen in 1970

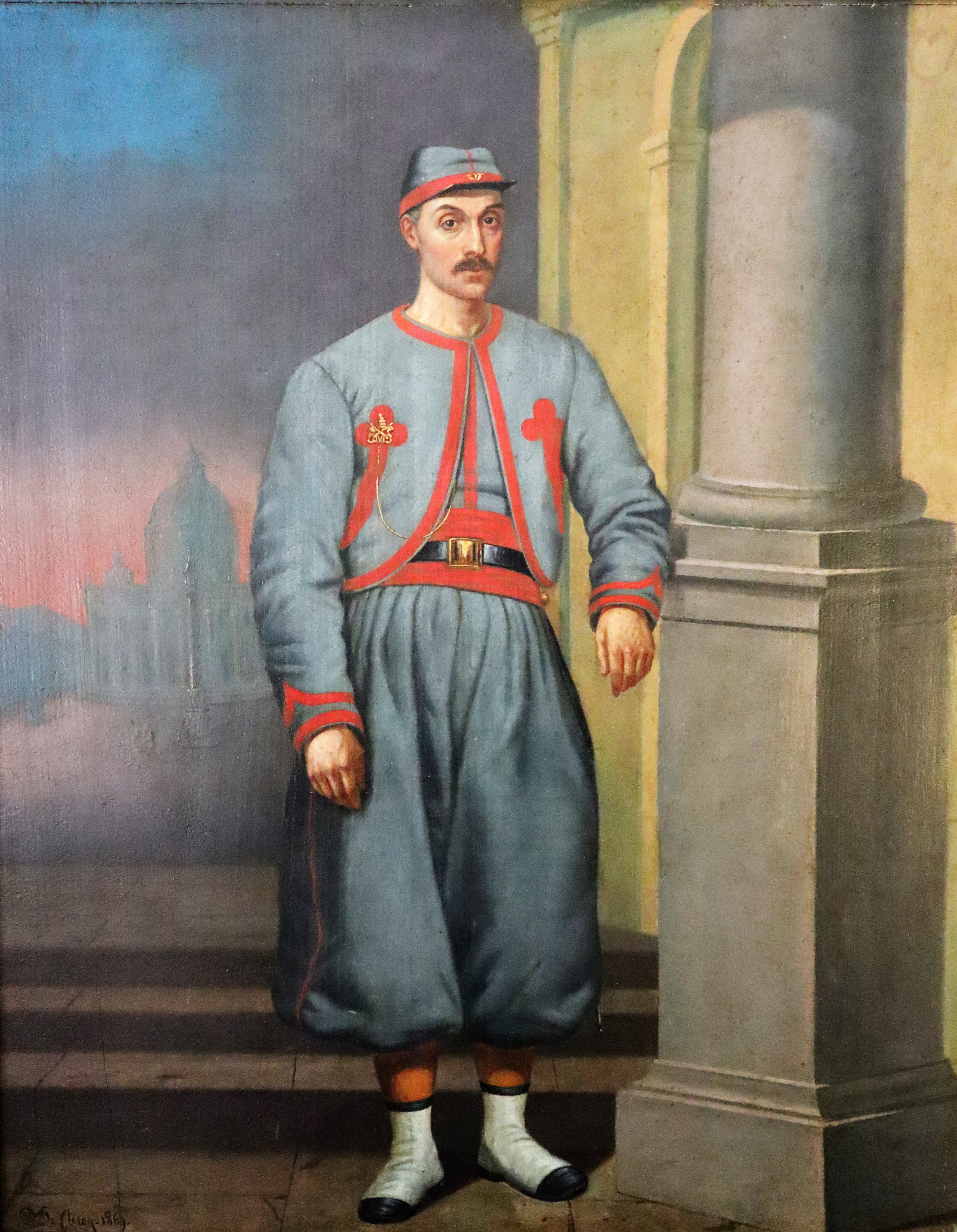
Jan Frans Van Nuffel: molenaar en pauselijke zouaaf

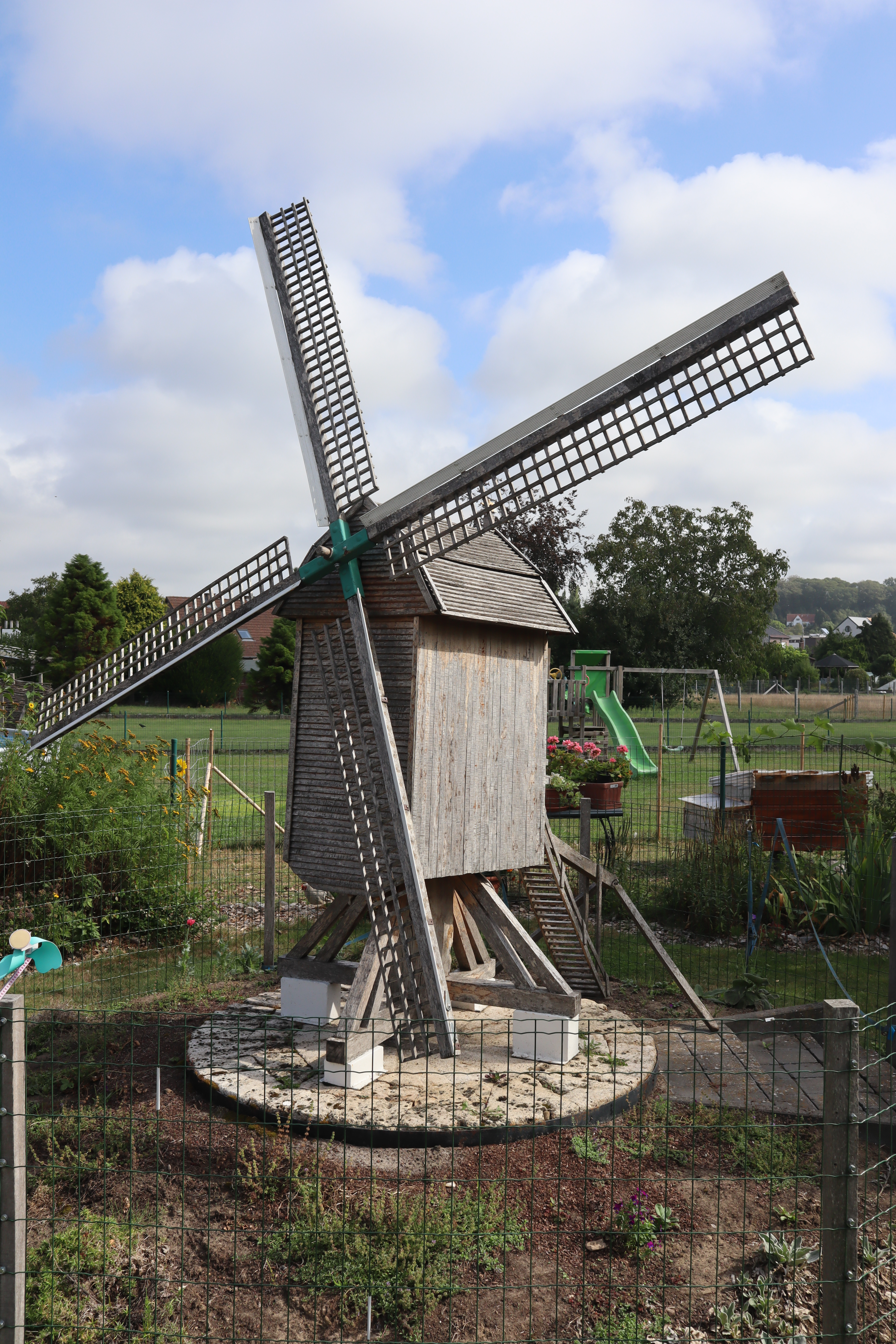
Replica van de windmolen

De Pauselijke Zoeaaf was een korenwindmolen in Pamel (gemeente Roosdaal, België), gelegen ter hoogte van de Gasthuisstraat.

## Historiek
De oudste vermelding van een korenwindmolen op deze plek dateert van 1391: een pachtovereenkomst tussen Lieven Wade en de Heer van Pamel. Hierin lezen we: "Item liven wade heeft ghenomen de moele te pamele termini van VI jaren lanc duerende...". Lieven Wade zou tot 1398 molenaar blijven tot wanneer hij dat jaar werd opgevolgd door N. de Boghemakere. Tussen 1400 en 1559 zijn er enkel sporen terug te vinden van Bartholomeus Meert te Pamel.
Tussen 1680 en 1685 werden het molenaarshuis en vermoedelijk ook de molen zelf verwoest door de Franse legerbenden. Nadien werd de molen opnieuw opgericht maar vanaf dan op een iets andere locatie - sporen van de oude constructie waren in de 20ste eeuw nog zichtbaar in de bodem. 
De molen wordt op verschillende historische kaarten sinds 1711 vermeld:
- Fricxkaart (1712)
- Villaretkaart (1745-48)
- Ferrariskaart (1775)
- Atlas der buurtwegen (1844)

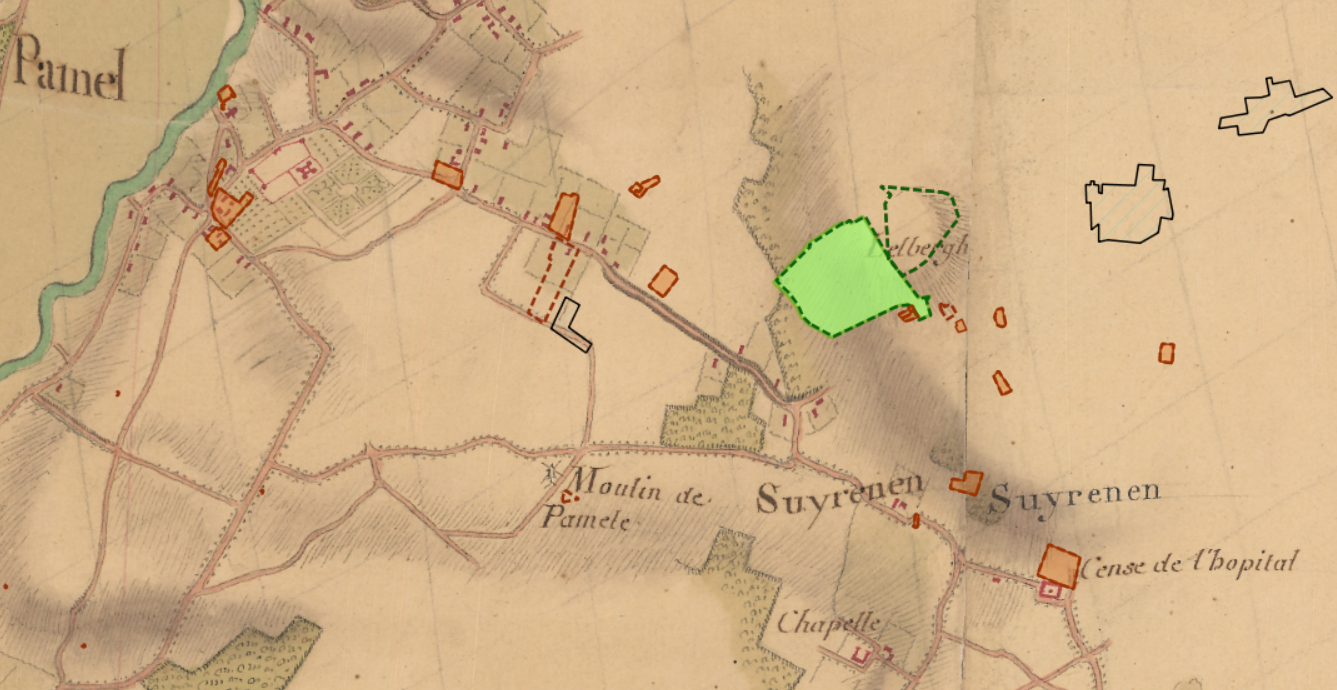
Kadastrale kaarten van Popp (1860)  - De molen op de Villaretkaart
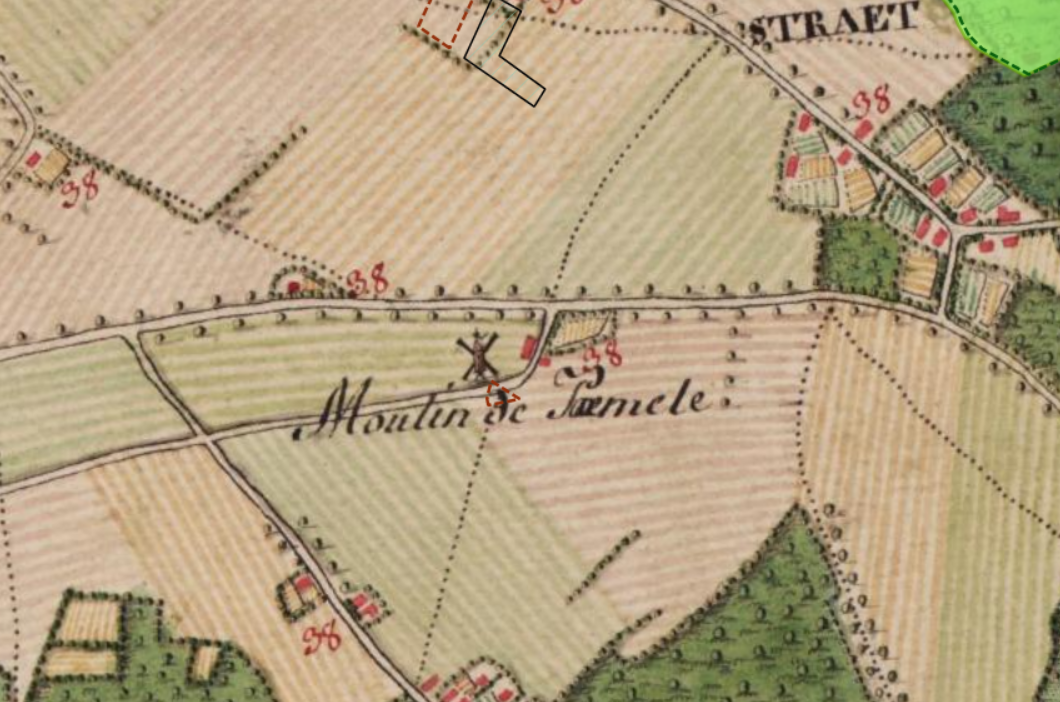
De molen vermeld als "Moulin de Pamele" op de Ferrariskaart
  - De molen vermeld als "Moulin de Pamele" op de Ferrariskaart

In de 18de eeuw werd het molenaarshuis heropgebouwd (op basis van de ankers in de voorgevel met vermelding 1779). door Geeraert Van Lierde en Maria Mattens.
In 1784 nam Jan Jozef Van Lierde, de pacht over van zijn ouders. Hij pachtte van de eigenaar Othon-Henri d'Oignies, prins van Grimbergen en heer van Pamel. In 1785 mocht deze Van Lierde bovendien een nieuwe windmolen oprichten, uit vier grote eikenbomen uit de bossen van Pamel. In 1789 was de molen terug bedrijfsklaar en stond nu in het verlengde van het woonhuis. Zijn familie zou de molen bemalen tot mogelijk 1842.
In 1842 komt Jan Frans Van Nuffel op de molen.  Hij leerde immers eerder de stiel van het molenaarsschap op de Hutsenbergmolen te Meerbeke.
Zijn zoon, ook Jan Frans geheten, ging vechten als pauselijke zoeaaf in 1866. Zijn vader stierf een jaar later. Jan Frans kwam terug naar Pamel om de molenwerkzaamheden verder te zetten en zo kreeg de molen een nieuwe naam: de Pauselijke Zoeaaf of Pauselijke Zouaaf. Tot dan was de molen gekend als de Molen van Pamel of "Moulin de Pamele".
In 1892 maalden zijn zonen Rufin en Gustaaf Van Nuffel verder. Rufin kocht de molen en molenaarshuis in 1903 over, van de heren van Pamel.
In 1931 liet Rufin in de schuur ook een molen aangedreven met stookolie installeren. Bij minder wind kon hij zo verder blijven malen. Hij deed dit samen met zijn zonen, Henri en Albert. Samen brachten zij tal van verbeteringen aan op de molen. Bij de dood van vader Rufin in 1942, maalde zijn jongste zoon Albert verder. De oudste zoon Henri had immers de Keirekensmolen op Impegem overgekocht van de weduwe van de molenaar. Door een tekort aan stookolie werd er overgeschakeld op elektriciteit.
Albert stierf het jaar nadien in 1943 en René, zijn broer, werd de laatste molenaar op deze molen. De molen werd op het einde van de Tweede Wereldoorlog aan één wiek beschadigd. Zo kon de molen slechts met twee zeilen draaien. In 1955 staakte de molenaar de werkzaamheden op de windmolen. Dat jaar werd de molen getroffen door de bliksem. De elektrische molen bleef functioneren tot 1965.
De windmolen raakte in verval en werd op bevel van de gemeente, wegens te bouwvallig, op 1 april 1972 neergehaald. Het molenaarshuis werd afgebroken op 29 september 1987.

## Ontsluiting van de molen
Dit plekje is een halte op de Molenfietsroute Roosdaal. Deze wandel-/fietsroute is een onderdeel van de Molenbox, ontwikkeld door de Erfgoedcel Pajottenland Zennevallei in 2009. In 2020 werd de molen door de gemeente Roosdaal ontsloten via een QR-code. Een replica van de molen op kleine schaal is bewaard.